# Donald Cullen
Lindsay Donald Edward Cullen (ur. 14 maja 1908 w Belfaście, zm. 30 listopada 1976 w Farnham) – irlandzki lekkoatleta, sprinter.
Podczas igrzysk olimpijskich w Amsterdamie (1928) zajął 3. miejsce w swoim biegu eliminacyjnym na 200 metrów i odpadł z rywalizacji.

## Rekordy życiowe
- Bieg na 200 metrów – 21,8[2] (1931)